# کوواکی
کوواکی (به لهستانی:  Kułaki) یک روستا در لهستان است که در گمینا چیخانوویتس واقع شده‌است.
 کوواکی  ۱۰۰ نفر جمعیت دارد.